# Comté de Peterborough
Pour les articles homonymes, voir Peterborough.

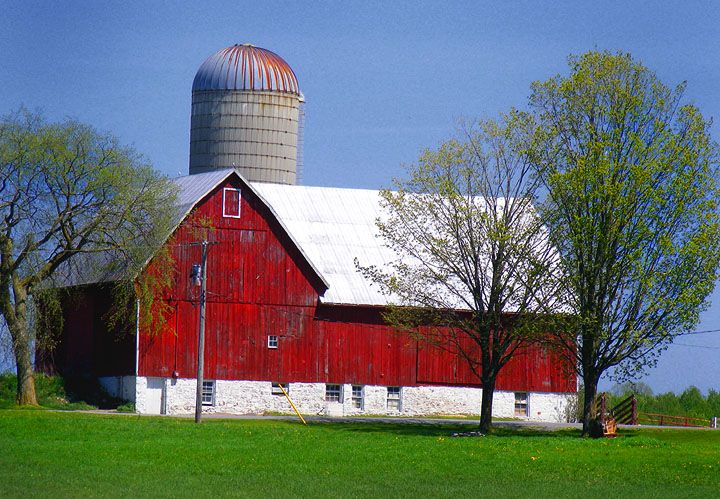
Scène rurale, comté de Peterborough, près de Lakefield, Ontario

Le comté de Peterborough est une région administrative du sud de la province de l'Ontario au Canada. Sa population selon le recensement de 2006 est de 133 080 habitants. Le comté est fondé en 1838 sous le nom de District de Colborne autour de la ville de Peterborough. Celle-ci est devenue le chef-lieu en 1850. En 1862, le district fut divisé en trois : le comté de Peterborough et ceux de Haliburton et Victoria, ce dernier est devenu la ville de Kawartha Lakes depuis.
Le comté de Peterborough était centré à l'origine sur le palais de justice, maintenant un lieu historique. Le sud du comté est un mélange de fermes de propriétés de villégiature et de sections urbaines. La portion nord est peu peuplée car il s'agit d'une zone forestière avec de nombreux lacs et rivières, la plupart dans le parc provincial de Kawartha Highlands. 
Le comté compte huit cantons :
- Asphodel-Norwood
- Cavan Monaghan
- Douro-Dummer
- Havelock-Belmont-Methuen
- North Kawartha
- Otonabee-South Monaghan
- Selwyn
- Trent Lakes

La ville de Peterborough est située dans le comté à des fins de recensement mais possède une administration distincte et en est donc administrativement séparée. Les bureaux du comté s'y trouvent néanmoins.